# Мерчисон (річка)
Мерчисон (англ. Murchison River) — річка в західній частині австралійського штату Західна Австралія.
Бере почало в хребті Робінсон, впадає в Індійський океан. Має стік лише взимку, в період дощів, влітку пересихає і розпадається на ряд озер. Річкова система Мерчисон-Ялгар-Хоуп є найдовшою річковою системою в Західній Австралії. Її середньорічний стік становить 208 гігалітрів, хоча в 2006 році (піковий рік, зафіксований з 1967 року) стік становив 1806 гігалітрів.